# Leopoldo Fregoli
Leopoldo Fregoli (Roma, 2 de julio de 1867-Viareggio, 26 de noviembre de 1936) fue un actor, transformista y cantante italiano.

## Trayectoria
Puede considerarse que con él alcanzó su madurez el género para-teatral del transformismo. Desde la adolescencia se dedicó al teatro, pero fue en 1887, con ocasión de su servicio militar en Massawa, entonces capital de la colonia italiana de Eritrea, que empezó a ser conocido por sus habilidades como transformista. Dos años después, a su regreso a Roma, fue contratado por el café Esedra, donde alcanzó una gran notoriedad. En 1893 creó sus propias compañías, la Compagnia di Varietà Internazionali y posteriormente la Compagnia Fin di Secolo, con las que se prodigó por todo el territorio italiano cantando, recitando y especialmente mostrando sus habilidades de transformista.
Sus espectáculos consistían en una trama dramática de género diverso, dentro de la cual él iba cambiando de voz, de vestuario y de registro, todo ello de una manera tan frenética que conseguía dar vida, dentro de una misma función, a docenas de personajes distintos. 
Alcanzó fama mundial mediante su presencia constante en los mejores escenarios de Londres, París, Madrid, Barcelona, Nueva York, Buenos Aires, Berlín, Viena y San Petersburgo. 
Algunas muestras del renombre que llegó a alcanzar son que la lengua italiana incorporó el vocablo "fregolismo" para indicar un modo de actuar a velocidad vertiginosa, que la psiquiatría bautizó como Síndrome de Frégoli el trastorno mental en el que se cree que impostores toman el aspecto de familiares y conocidos, o que en Cataluña, casi un siglo después de sus frecuentes pasos por Barcelona, sigue vigente la expresión "ser más rápido que Fregoli". Precisamente aquí fue objeto de repetidas evocaciones por parte del poeta Joan Brossa. 
Rodó una docena de películas, todas en la última década del siglo XIX. 
Se retiró de la escena en plena fama, en 1925.